# Airbus Helicopters

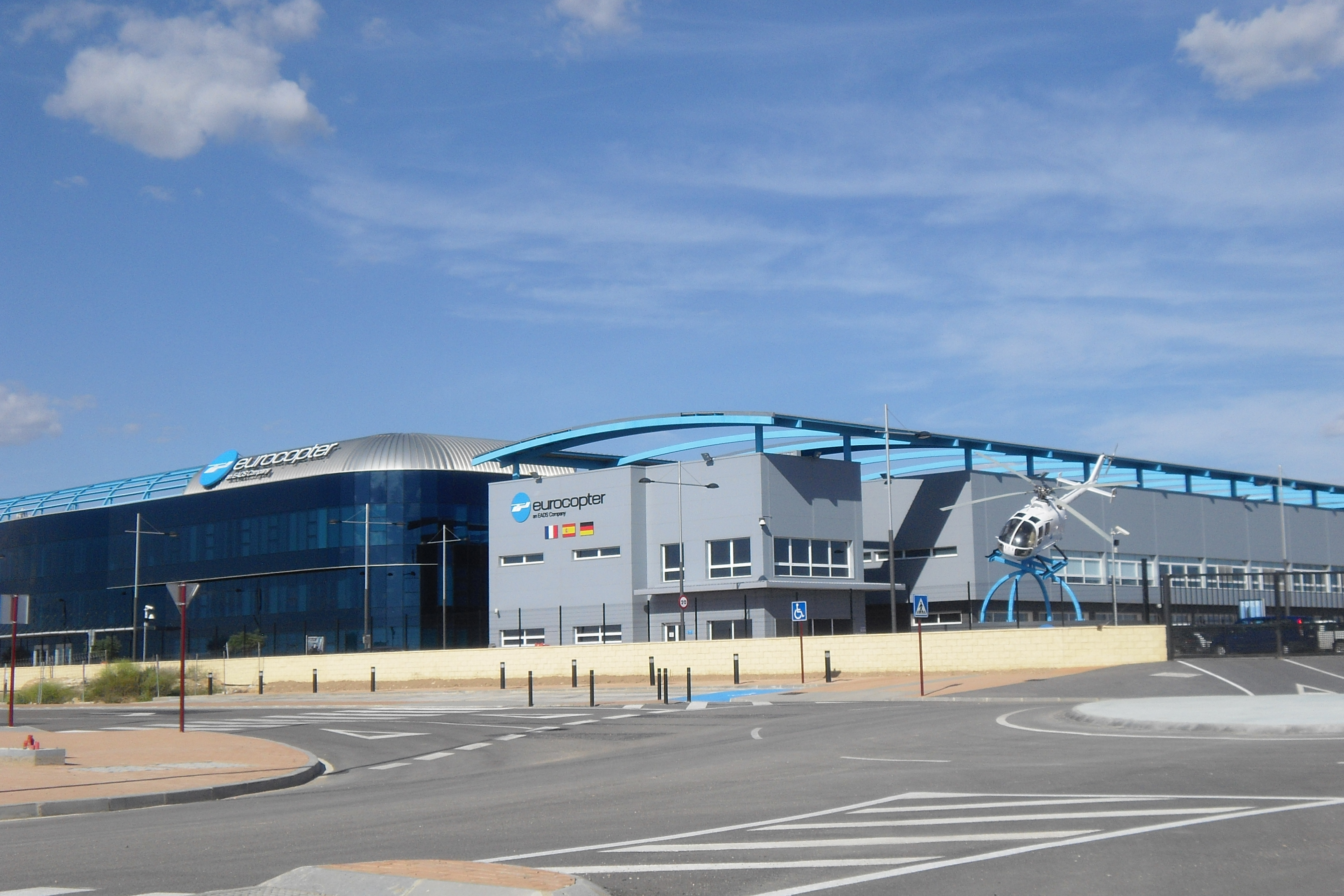
Az Eurocopter Albacete-i gyára

Az Eurocopter Group (jelenleg: Airbus Helicopters SAS) egy globális helikoptergyártó és -támogató vállalat, a legnagyobb helikoptergyártó a világon. Az Eurocopter fő gyártóközpontjai Marignane, Franciaország, Eurocopter Deutschland GmbH Donauwörth, Németországban és Eurocopter España Albacete, Spanyolország. A cégnek ezenkívül 24 leányvállalata van, ideértve a termelési egységeit Ausztráliában, Brazíliában és az Amerikai Egyesült Államokban.

## Történet
Az Eurocopter Group 1992-ben alakult a francia Aérospatiale és a német Daimler-Benz Aerospace AG (DASA) cégek egyesülésével. A cég öröksége azonban a kezdetekhez nyúlik vissza, a francia Blériot-hoz és Lioré et Olivier, valamint a német Messerschmitthez és Focke-Wulfhoz.
A cég és elődei számos helikoptertípust fejlesztettek ki, beleértve az első gázturbinás típust is (az Alouette II 1955-ben);  bevezették a Fenestron rotort, az első burkolattal ellátott farokmeghajtó rendszert (Gazelle 1968-ban); az első típust, amely jegesedés-gátlóval volt felszerelve (az AS332 Super Puma, 1984-ben); az első sorozatgyártású helikoptert Fly-by-wire repülésirányító rendszerrel (az NH90, először repült FBW módban 2003-ban); az első helikopter, amely használta Fly-by-Light elsődleges ellenőrző- és vezérlőrendszert (egy EC135 tesztben, először 2003-ban repült); és amely elsőnek szállt le a Mt. Everesten (AS350 B3 2005-ben).
Ennek következtében az eredeti cégek összefonódtak, 2000-ben az EADS teljes tulajdonú leányvállalata lett. Létrehozásakor belépett a spanyol CASA cég is, amely már korábban is részt vállalt a helikoptergyártásban, beleértve a Bo 105 összeszerelését is.
Jelenleg a cég 7 otthoni bázissal (Marignane és La Courneuve Franciaországban, Donauwörth, Ottobrunn és Kassel Németországban, Albacete és Madrid Spanyolországban), plusz 24 leánycég szerte a nagy világban, az alábbiak szerint:
- American Eurocopter Corporation (AEC): Grand Prairie, TX and Columbus, MS
- Australian Aerospace Limited (AA): Bankstown Airport, NSW és Brisbane International Airport, QLD
- COHC General Aviation Maintenance & Engineering Co., Ltd. (COHC GAMEC): Shenzhen, Kína
- Eurocopter Canada Limited (ECL): Fort Erie, ON
- Eurocopter Chile SA: Santiago de Chile
- Eurocopter China Co. Ltd.: Shanghai, Kína
- Eurocopter de Mexico S.A. (EMSA): Mexikóváros
- Eurocopter Indonesia: East Jakarta, Indonézia
- Eurocopter Japan Co. Limited: Tokió, Japán
- Eurocopter Malaysia Sdn Bhd: Subang, Selangor, Malaysia
- Eurocopter Philippines Inc. (EPI): Pasay City, Fülöp-szigetek
- Eurocopter Romania: Vidombák, Románia
- Eurocopter South East Asia Pte. Ltd. (ESEA): Szingapúr
- Eurocopter Southern Africa Limited (ESAL): Lanseria Airport, Dél-afrikai Köztársaság
- Eurocopter Training Services (ETS): Marignane, Franciaország
- Eurocopter UK Ltd.: Oxford Airport, Oxfordshire
- Eurocopter Vostok (Eurovertol): Moszkva, Oroszország
- Helibras: Minas Gerais és São Paulo, Brazília
- HELISIM: Marignane, Franciaország
- HFSI: Rijád, Szaúd-Arábia
- HFTS: Hallbergmoos, Németország
- Korean Helicopter Development Support (KHDS): Dél-Kjongszang, Dél-Korea
- Motorflug Baden-Baden GmbH: Rheinmünster, Németország
- Vertivision: Marseille, Franciaország

2010-től 140 országban több mint 10 500 Eurocopter helikopter volt szolgálatban mintegy 2800 ügyfélnél.
2014 január másodikától hivatalosan is Airbus Helicopters S.A.S. néven folytatja tovább működését.

## Termékek
- SA 330 Puma - közepes méretű, két hajtóműves szállító helikopter
- AS332 Super Puma - közepes méretű, két hajtóműves szállító helikopter
- AS350 Ecureuil/AStar - könnyű, egyhajtóműves szállító helikopter
- AS355 Ecureuil 2/TwinStar - könnyű, kéthajtóműves szállító helikopter
- AS365 Dauphin - közepes, többcélú kéthajtóműves helikopter
- AS532 Cougar - közepes, két hajtóműves, általános többcélú helikopter, az AS332 Super Puma katonai változata
- AS550 Fennec és AS555 Fennec 2 - egy- vagy kéthajtóműves többcélú helikopter
- AS565 Panther - kéthajtóműves többcélú katonai helikopter
- EC120 Colibri (with Harbin Aircraft Manufacturing Corporation) - ötüléses könnyű helikopter
- EC130 - könnyű, egyhajtóműves, széles törzsű helikopter
- EC135 - könnyű, kéthajtóműves polgári helikopter
- EC145 - kéthajtóműves, közepes méretű, többfeladatú helikopter
- EC155 - hosszú távú polgári szállító helikopter
- EC175 - közepes, kéthajtóműves általános helikopter
- EC225 Super Puma - hosszú távú szállító helikopter
- EC635 - katonai, többcélú könnyű helikopter
- EC665 Tiger - harci helikopter
- EC725 Caracal - hosszú távú, katonai szállító helikopter
- HH/MH–65C Dolphin - közepes méretű, kutató-mentő, partvédelmi helikopter
- NHI NH90 - közepes, kéthajtóműves, többfeladatú helikopter, fly-by-wire vezérléssel (62,5% részesedéssel az NHI közös vállalatban)
- Surion - közepes méretű, kéthajtóműves többcélú helikopter, közös együttműködéssel a Korea Aerospace Industries (KAI) vállalattal.
- UH–72 Lakota - könnyű, többcélú helikopter az Amerikai Egyesült Államok hadserege és haditengerészete részére.